# ウンナンシボリアゲハ
ウンナンシボリアゲハ (学名：Bhutanitis mansfieldi、中国語: 二尾鳳蝶) は、アゲハチョウ科のチョウの1種。中国大陸の固有種である。

## 経緯
イギリスの植物学者ジョージ・フォレストによっておそらく中華人民共和国雲南省周辺で採取されたと思われる1頭のメス個体の標本を元にノーマン D. ライリーが1939年に記載して以来、まったく標本が得られていなかったが、1981年春に日本の北海道山岳連盟が派遣した四川省のミニヤコンカ登山隊の隊員である梅沢俊と浦光夫がミニヤコンカ山麓の村でオス・メス合わせて14頭を偶然採取に成功した。その体験談は、梅沢により日本鱗翅学会の発行する雑誌『やどりが』の113・114号に掲載されている。